# Каштелу-Бранку
Каштелу-Бранку (порт.  Castelo Branco; [kɐʃˈtɛlu ˈbɾɐ̃ku]) — город в Португалии, центр одноимённого округа и муниципалитета, центр исторической провинции Бейра-Байша. Численность населения — 34,5 тыс. жителей (город), 54,6 тыс. жителей (муниципалитет). Город и муниципалитет входит в экономико-статистический регион Центральный регион и субрегион Бейра-Интериор-Сул. По старому административному делению входил в провинцию Бейра-Байша.

## Расположение
Город расположен в 188 км на северо-восток от столицы Португалии города Лиссабон.
Муниципалитет граничит:
- на севере — муниципалитет Фундан
- на востоке — муниципалитет Иданья-а-Нова
- на юге — Испания
- на юго-западе — муниципалитет Вила-Велья-де-Родан
- на западе — муниципалитеты Проенса-а-Нова, Олейруш

## Население
| Население муниципалитета Каштелу-Бранку (1801—2004) | Население муниципалитета Каштелу-Бранку (1801—2004) | Население муниципалитета Каштелу-Бранку (1801—2004) | Население муниципалитета Каштелу-Бранку (1801—2004) | Население муниципалитета Каштелу-Бранку (1801—2004) | Население муниципалитета Каштелу-Бранку (1801—2004) | Население муниципалитета Каштелу-Бранку (1801—2004) | Население муниципалитета Каштелу-Бранку (1801—2004) | Население муниципалитета Каштелу-Бранку (1801—2004) |
| --------------------------------------------------- | --------------------------------------------------- | --------------------------------------------------- | --------------------------------------------------- | --------------------------------------------------- | --------------------------------------------------- | --------------------------------------------------- | --------------------------------------------------- | --------------------------------------------------- |
| 1801                                                | 1849                                                | 1900                                                | 1930                                                | 1960                                                | 1981                                                | 1991                                                | 2001                                                | 2004                                                |
| 11 536                                              | 19 093                                              | 38 302                                              | 50 434                                              | 63 091                                              | 54 908                                              | 54 310                                              | 55 708                                              | 55 034                                              |

## История
Город основан в 1213 году.

## Районы
| - Алкайнш - Алмаседа - Бенкеренсаш - Кафеде - Каштелу-Бранку - Себолайш-де-Сима - Эшкалуш-де-Байшу - Эшкалуш-де-Сима - Фрейшьял-ду-Кампу | - Жункал-ду-Кампу - Лардоза - Лорисал-ду-Кампу - Лоза - Малпика-ду-Тежу - Мата - Монфорте-да-Бейра - Нинью-ду-Асор - Повуа-де-Риу-де-Моиньюш | - Реташу - Салгейру-ду-Кампу - Санту-Андре-даш-Тожейраш - Сан-Висенте-да-Бейра - Сарзедаш - Собрал-ду-Кампу - Тинальяш |

## Известные уроженцы
- Паива, Афонсу де — португальский путешественник и дипломат XV века. Исследователь Эфиопии и Варварского берега Северной Африки.